# Juan de Dios Aldea

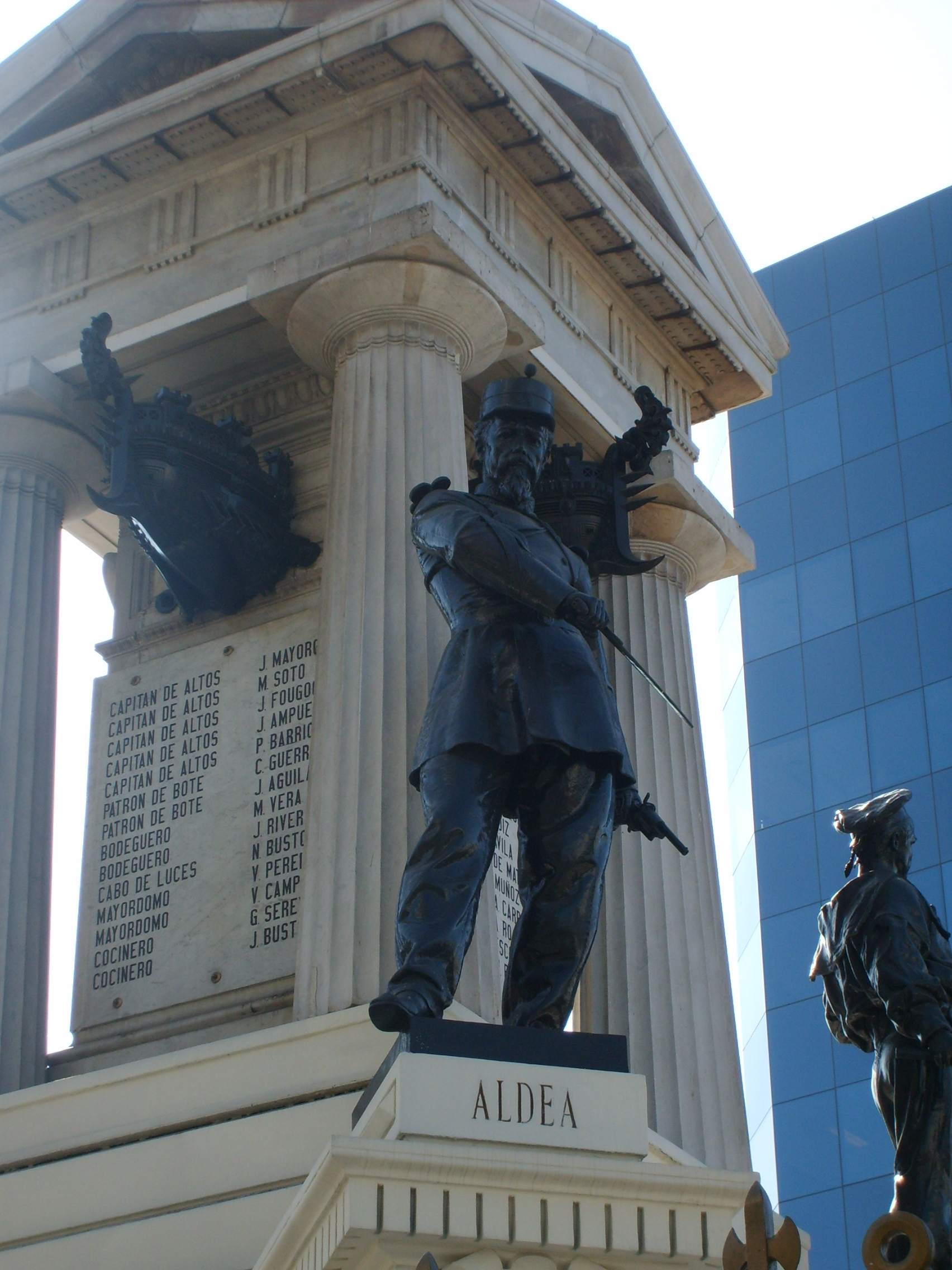
Figura Juana de Dios Aldea na pomniku Bohaterów Bitwy pod Iquique w Valparaiso

Juan de Dios Aldea Fonseca (ur. 24 maja 1853 w Chillán, zm. 24 maja 1879 w Iquique) – marynarz chilijski, bohater bitwy pod Iquique.
Urodził się w ubogiej rodzinie jako syn nauczyciela José Manuela Aldea i Úrsuli Fonseca. Spędził dzieciństwo w Santiago u dziadków ze strony ojca - Juana de Dios Aldea i Marii Antoniety Contreras. W wieku ośmiu lat poszedł do Szkoły Franciszkańskiej w Chillán gdzie ujawniło się jego zainteresowanie wojskiem. Po okresie zamieszkiwania u ciotki, 1 sierpnia 1872 roku wstąpił w szeregi Marynarki Chile dostając przydział do Batalionu Artylerii Marynarki stacjonującego w Valparaiso. W 1874 roku został skierowany do Valdivia otrzymując jednocześnie awans na kaprala. W 1876 roku został starszym kapralem a rok później sierżantem. W czerwcu 1877 roku został przydzielony do korwety „Esmeralda”. W lutym roku następnego został przeniesiony na ponton „Thalaba”. Służył też w intendenturze w Valparaiso. Po wybuchu wojny saletrzanej został skierowany na pokład „Esmeraldy”. W czasie bitwy pod Iquique 21 maja 1879 roku jako jedyny członek załogi wraz z Arturo Pratem przeszedł celem dokonania abordażu na pokład peruwiańskiego monitora „Huascar”. Prat zginął na miejscu, Juan de Dios Aldea został natomiast ranny w szyję, lewe ramię i prawą nogę. Po rozejściu się okrętów został przetransportowany do szpitala w Iquique, gdzie amputowano mu ranione kończyny. Pomimo pomocy lekarskiej zmarł 24 maja, w dniu swych 26 urodzin. Na jego cześć nazwano wyspę w chilijskiej części Patagonii.